# Håkan Dahlby
Håkan Dahlby (n. 15 septembrie 1965, Västerstad⁠(d), Malmöhus⁠(d), Suedia) este un trăgător de tir ce a reprezentat Suedia, medaliat olimpic. A participat la 4 ediții ale Jocurilor Olimpice (2004, 2008, 2012, 2016) în care a câștigat o medalie de argint.